# 顺风桥
顺风桥，位于中国广西壮族自治区龙胜各族自治县伟江乡杨湾村，为一个省级文物保护单位，类型为革命遗址及革命纪念建筑物，为第四批广西壮族自治区文物保护单位，公布时间为1994年7月8日。
顺风桥的历史年代为1934。